# 奥泉光
奥泉 光（おくいずみ ひかる、1956年〈昭和31年〉2月6日 -）は、日本の小説家。近畿大学文芸学部で教授も務めた。

## 来歴
山形県東田川郡三川町出身。埼玉県立川越高等学校、国際基督教大学 (ICU) 教養学部人文科学科卒。同大学院修士課程修了（博士課程中退）。当初は研究者を目指しており、研究者時代の共訳書に『古代ユダヤ社会史』（G・キッペンベルク著、教文館）がある。師は並木浩一、大塚久雄。
1986年、すばる文学賞に応募した「地の鳥天の魚群」が最終候補になり、後に「すばる」に掲載され小説家としてデビュー。
1990年、『滝』が第3回三島由紀夫賞候補および第103回芥川賞候補。
1993年、『ノヴァーリスの引用』で野間文芸新人賞・瞠目反文学賞を受賞。野間文芸新人賞は保坂和志『草の上の朝食』との同時受賞であり、対照的な作風が話題となった。
1994年、『石の来歴』により第110回芥川賞を受賞。同作は後に英語、仏語で翻訳刊行。
1999年、近畿大学助教授に就任、のち教授（2024年3月定年退職）。
2009年、『神器』で第62回野間文芸賞を受賞。
2012年より芥川賞選考委員。同年、『桑潟幸一准教授のスタイリッシュな生活』がテレビドラマ化。
2014年、『東京自叙伝』で第50回谷崎潤一郎賞を受賞。
2018年、『雪の階』で第72回毎日出版文化賞、第31回柴田錬三郎賞を受賞。
2024年、『虚史のリズム』で毎日芸術賞を受賞。
2025年、『清心館小伝』で第49回川端康成文学賞を受賞。

## 作風・人物
ミステリーの構造を持つ作品が多く、物語の中で次第に謎の位相をずらしていき、虚実のあわいに読者を落とし込む手法を得意とする。デビュー時から反時代的な文語体の書き手として評価され、1996年に書き下ろしで刊行された『「吾輩は猫である」殺人事件』では、夏目漱石『吾輩は猫である』の主人公の猫が実は生きていたという設定のもと、漱石の文体模倣を行い高い評価を得た。
趣味はフルート。バンド活動も行い、都内などで路上パフォーマンスもしている。将棋の熱心なファンであり、2012年、第70期名人戦第五局の観戦記を執筆した。

## 著書

### 単著
- 『滝』（1990年10月 集英社）
  - 改題『その言葉を』（1993年8月 集英社文庫）
    - 収録作品：その言葉を / 滝
- 『葦と百合』（1991年10月 集英社 / 1999年4月 集英社文庫）
- 『蛇を殺す夜』（1992年9月 集英社）
  - 収録作品：暴力の舟 / 蛇を殺す夜
- 『ノヴァーリスの引用』（1993年3月 新潮社 / 2003年5月 集英社文庫）
- 『石の来歴』（1994年3月 文藝春秋 / 1997年2月 文春文庫）
  - 収録作品：石の来歴 / 三つ目の鯰
- 『バナールな現象』（1994年3月 集英社 / 2002年5月 集英社文庫）
- 『「吾輩は猫である」殺人事件』（1996年1月 新潮社 / 1999年3月 新潮文庫 / 2016年4月 河出文庫）
- 『プラトン学園』（1997年7月 講談社 / 2007年10月 講談社文庫）
- 『グランド・ミステリー』（1998年3月 角川書店 / 2001年4月 角川文庫【上・下】 / 2013年5月 角川文庫）
- 『虚構まみれ』（1998年5月 青土社）
- 『鳥類学者のファンタジア』（2001年4月 集英社 / 2004年4月 集英社文庫） - 望月玲子作画で漫画化（2008年3月 講談社〈KCデラックス〉全2巻）
- 『坊ちゃん忍者幕末見聞録』（2001年10月 中央公論新社 / 2004年10月 中公文庫 / 2017年4月 河出文庫）
- 『浪漫的な行軍の記録』（2002年11月 講談社）
- 『新・地底旅行』（2004年1月 朝日新聞出版 / 2007年3月 朝日文庫）
- 『モーダルな事象 桑潟幸一助教授のスタイリッシュな生活』（2005年7月 文藝春秋 / 2008年8月 文春文庫）
- 『神器 軍艦「橿原」殺人事件』（2009年1月 新潮社【上・下】 / 2011年7月 新潮文庫【上・下】）
- 『石の来歴 浪漫的な行軍の記録』（2009年12月 講談社文芸文庫）
  - 収録作品：石の来歴 / 浪漫的な行軍の記録
- 『シューマンの指』（2010年7月 講談社 / 2012年10月 講談社文庫）
- 『桑潟幸一准教授のスタイリッシュな生活』（2011年5月 文藝春秋 / 2013年11月 文春文庫）
  - 収録作品：呪われた研究室 / 盗まれた手紙 / 森娘の秘密
- 『地の鳥 天の魚群』（2011年9月 幻戯書房）
  - 収録作品：地の鳥 天の魚群 / 乱歩の墓 / 深い穴
- 『黄色い水着の謎 桑潟幸一准教授のスタイリッシュな生活2』（2012年9月 文藝春秋 / 2015年4月 文春文庫）
  - 収録作品：期末テストの怪 / 黄色い水着の謎
- 『虫樹音楽集』（2012年11月 集英社 / 2016年3月 集英社文庫） 
  - 収録作品：川辺のザムザ / 地中のザムザとは何者？ / 菊池英久「渡辺柾一論――虫愛づるテナーマン」について / 虫王伝 / 特集「ニッポンのジャズマン二〇〇人」――畝木真治（別冊『音楽世界』1994年よりの抜粋） / 虫樹譚 / Metamorphosis / 変身の書架 / 「川辺のザムザ」再説
- 『メフィストフェレスの定理 地獄シェイクスピア三部作』（2013年6月 幻戯書房）
  - 収録作品：リヤの三人娘 / マクベス裁判 / 無限遠点
- 『夏目漱石、読んじゃえば？ 14歳の世渡り術』（2015年4月 河出書房新社）
  - 改題『夏目漱石、読んじゃえば？』（2018年5月 河出文庫）
- 『東京自叙伝』（2014年5月 集英社 / 2017年5月 集英社文庫）
- 『その言葉を / 暴力の舟 / 三つ目の鯰』（2014年12月 講談社文芸文庫）
  - 収録作品：その言葉を / 暴力の舟 / 三つ目の鯰
- 『ノヴァーリスの引用 / 滝』（2015年4月 創元推理文庫）
  - 収録作品：ノヴァーリスの引用 / 滝
- 『ビビビ・ビ・バップ』（2016年6月 講談社 / 2019年6月 講談社文庫）
- 『雪の階』（2018年2月 中央公論新社 / 2020年12月 中公文庫【上・下】)
- 『ゆるキャラの恐怖 桑潟幸一准教授のスタイリッシュな生活3』（2019年3月 文藝春秋）
  - 収録作品：ゆるキャラの恐怖 / 地下迷宮の幻影
- 『死神の棋譜』（2020年8月 新潮社 / 2023年2月 新潮文庫）
- 『虚史のリズム』（2024年8月 集英社）

### 共著・オムニバス

#### 「文芸漫談」シリーズ
いとうせいこうとの共著
- 『文芸漫談 笑うブンガク入門』（2005年7月 集英社）
  - 改題『小説の聖典 漫談で読む文学入門』（2012年11月 河出文庫）
- 『世界文学は面白い。文芸漫談で地球一周』（2009年6月 集英社）
- 『漱石漫談』（2017年 河出書房新社）

#### その他
- 『戦争はどのように語られてきたか』（1999年8月 朝日新聞社）
  - 改題『戦争文学を読む』（2008年8月 朝日文庫）
- 『必読書150』（2002年4月 太田出版）
- 『コレクション戦争×文学 9 さまざまな8・15』（2012年7月 集英社）
- 『第十一回 岡山県 内田百閒文学賞 受賞作品集』（2013年3月 作品社）
- 加藤陽子『この国の戦争　太平洋戦争をどう読むか』（2022年6月 河出新書）
- 並木浩一『旧約聖書がわかる本 〈対話〉でひもとくその世界』河出書房新社〈河出新書〉、2022年9月。ISBN 978-4-309-63156-1。（電子版あり）
- 原武史『天皇問答』（2024年12月 河出新書）
- 『もの語る一手』（2025年4月 講談社）「桂跳ね」

### 翻訳
- 『古代ユダヤ社会史』（1986年7月 教文館、H.G.キッペンベルク著、紺野馨共訳） - 奥泉康弘名義
- 『ノアのはこぶね』（1992年6月 福武書店、ジェーン・レイ著）
- 『クリスマスのおはなし』（1994年10月 徳間書店、ジェーン・レイ著）

## 選考委員歴
- 文学界新人賞（1995年 - 2004年）
- すばる文学賞（1997年 - 2001年、2007年 - ）
- 野間文芸新人賞（2000年 - 2004年）
- 野間文芸賞（2011年 - ）
- 群像新人文学賞（2012年 - 2014年）
- 芥川龍之介賞 （2012年 - ）
- 山田風太郎賞 (2012年 - )

## 出演
- エアレボリューション（ニコニコ生放送、2024年8月28日）